# Municipio de Freedom (condado de Ellis)
El municipio de Freedom (en inglés: Freedom Township) es un municipio ubicado en el condado de Ellis en el estado estadounidense de Kansas. En el año 2010 tenía una población de 118 habitantes y una densidad poblacional de 1,01 personas por km².

## Geografía
El municipio de Freedom se encuentra ubicado en las coordenadas 38°44′00″N 99°7′32″O / 38.73333, -99.12556. Según la Oficina del Censo de los Estados Unidos, el municipio tiene una superficie total de 116.93 km², de la cual 116,93 km² corresponden a tierra firme y (0 %) 0 km² es agua.

## Demografía
Según el censo de 2010, había 118 personas residiendo en el municipio de Freedom. La densidad de población era de 1,01 hab./km². De los 118 habitantes, el municipio de Freedom estaba compuesto por el 97,46 % blancos, el 0,85 % eran afroamericanos, el 0,85 % eran amerindios y el 0,85 % eran de una mezcla de razas. Del total de la población el 2,54 % eran hispanos o latinos de cualquier raza.